# Black–Scholes-modell
A Black–Scholes (blæk ˈʃoʊlz)  vagy Black–Scholes–Merton-modell egy matematikai modell amit a pénzpiacokon az opciós szerződések árazására használnak. A modellben szereplő parciális differenciálegyenletből, amely Black–Scholes-egyenletként ismert, levezethető a Black–Scholes-képlet, amely elméleti becslést ad az európai típusú opciók árára, és megmutatja, hogy az opciónak egyedi ára van ami pusztán a pénzpiacok arbitrázsmentességének feltevéséből levezethető (vagyis nincs szükség arra hogy feltevéseket tegyünk a pénzpiaci szereplők preferenciáiról). Az egyenlet és a modell Fischer Black és Myron Scholes közgazdászok nevéhez fűződik; Robert C. Mertont, aki először írt tudományos cikket a témában, néha szintén említik.
A modell mögött meghúzódó kulcsgondolat az opció fedezése a mögöttes eszköz megfelelő módon történő vásárlásával és eladásával, és ennek következtében a kockázat megszüntetése. Ezt a fajta "hedge" ügyletet „folyamatosan felülvizsgált delta hedgingnek ” nevezik, és ez az alapja a bonyolultabb hedging stratégiáknak, amiket például a befektetési bankok és a fedezeti alapok használnak.
A modellt széles körben használják - bár gyakran némi módosítással - az opciós piaci szereplők. :751A modell feltevésein lazítottak és számos irányban általánosították őket, ami a származékos árazásban és a kockázatkezelésben jelenleg használt modellek tömkelegéhez vezetett. A piaci szereplők gyakran használják a modell logikáját, a modell által adott tényleges árak helyett. Ezek a betekintések magukban foglalják az arbitrázs korlátokat és a kockázatsemleges árazást (a folyamatos felülvizsgálatnak köszönhetően). Továbbá a Black–Scholes-egyenlet, egy parciális differenciálegyenlet, amely az opció árát szabályozza, lehetővé teszi a numerikus módszerekkel történő árazást, ha egy explicit képlet megadása nem lehetséges.
A Black–Scholes-képletnek egyetlen olyan paramétere van, amely a piacon közvetlenül nem figyelhető meg: a mögöttes eszköz átlagos jövőbeli volatilitása, bár ez más opciók árfolyamából is megállapítható. Mivel az opció értéke (akár eladás, akár vétel) növekszik ebben a paraméterben, az árazási képlet invertálható, hogy " volatilitási felületet " hozzunk létre, amelyet azután más modellek kalibrálására használnak, például OTC derivatívák esetében .

## Története
Fischer Black és Myron Scholes közgazdászok 1968-ban kimutatták, hogy a portfólió dinamikus felülvizsgálata megszüntetheti az értékpapír várható hozamát, és így felfedezték a kockázatsemleges érvet .  Elméletüket olyan piackutatók és gyakorlati szakemberek által korábban végzett munkákra alapozták, mint Louis Bachelier, Sheen Kassouf és Edward O. Thorp . Black és Scholes ezután megpróbálták alkalmazni a képletet a piacokon, de pénzügyi veszteségeket szenvedtek, mert nem volt megfelelő a kockázatkezelés a kereskedéseikben. 1970-ben úgy döntöttek, hogy visszatérnek az akadémiai környezetbe. Három évnyi erőfeszítés után a képletet – amelyet róluk neveztek el – végül 1973-ban publikálták a Journal of Political Economy "The Pricing of Options and Corporate Liabilities" című cikkében.   Robert C. Merton volt az első, aki kiadta az opciós árazási modell matematikai megértését bővítő tanulmányt, és megalkotta a „Black–Scholes opcióárazási modell” kifejezést.
A képlet az opciós kereskedés fellendüléséhez vezetett, és matematikai legitimációt adott a Chicago Board Options Exchange és más opciós piacok tevékenységének szerte a világon.
Merton és Scholes 1997-ben megkapták a közgazdasági Nobel-emlékdíjat munkájukért, a bizottság a kockázatsemleges dinamikus revízió felfedezését olyan áttörésnek nevezte, amely elválasztja az opciót a mögöttes értékpapír kockázatától. Noha 1995-ben bekövetkezett halála miatt nem jogosult a díjra, Blacket a Svéd Akadémia közreműködőként említette. 

## A modell feltevései
A Black–Scholes-modell feltételezi, hogy a piac legalább egy kockázatos eszközből áll, amelyet általában részvénynek neveznek, és egy kockázatmentes eszközből, amelyet általában pénzpiaci eszköznek, készpénznek vagy kötvénynek neveznek.
Most feltételezéseket teszünk az eszközökről (ezek magyarázzák a nevüket):
- (Kockázatmentes kamatláb) A kockázatmentes eszköz megtérülési rátája állandó, ezért kockázatmentes kamatlábnak nevezzük.
- (Véletlen bolyongás) A részvényárfolyam pillanatnyi logaritmikus hozama egy folytonos idejű véletlenszerű bolyongás sodródással; pontosabban a részvényár egy geometriai Brown-mozgást követ (ami egyfajta Ito folyamat), és feltételezzük, hogy sodródása és volatilitása állandó (ha időben változóak, akkor egészen egyszerűen levezethetünk egy megfelelően módosított Black–Scholes-képletet, feltéve hogy a volatilitás nem sztochasztikus).
- A részvény nem fizet osztalékot.[Notes 1]

A piacra vonatkozó feltételezések a következők:
- Nincs arbitrázs lehetőség (azaz nincs mód azonnali kockázatmentes nyereség elérésére).
- Lehetőség bármilyen összegű, akár törtrésznyi készpénz kölcsönzésére és befektetésére kockázatmentes kamattal.
- Lehetőség a részvény tetszőleges mennyiségét, akár tört részét is vásárolni és eladni (ide tartozik a shortolás is).
- A fenti tranzakciók nem járnak semmilyen díjjal vagy költséggel (azaz súrlódásmentes a piac).

Ezekkel a feltételezésekkel tegyük fel, hogy ezen a piacon  kereskednek származtatott értékpapírral. Meghatározzuk, hogy ennek az értékpapírnak a jövőben egy meghatározott időpontban bizonyos kifizetése lesz, attól függően, hogy a részvény az adott időpontig milyen értéket vett fel. Meglepő tény, hogy a derivatíva árfolyama jelenleg is meghatározható, miközben figyelembe vesszük, hogy nem tudjuk, milyen úton halad a részvény árfolyama a jövőben. Az európai vételi vagy eladási opció speciális esetére Black és Scholes kimutatta, hogy "lehetőség van fedezett pozíció létrehozására, amely egy részvény long pozíciójából és az opció short pozíciójából áll, és amelynek értéke nem függ a a részvény árától". Dinamikus fedezeti stratégiájuk egy parciális differenciálegyenlethez vezetett, amely szabályozta az opció árát. Ennek megoldását a Black–Scholes-formula adja.
Az eredeti modell ezen feltevései közül néhányat eltávolítottak a modell későbbi bővítései során. A modern változatok dinamikus kamatlábakkal számolnak (Merton, 1976) és a tranzakciós költségek és adók (Ingersoll, 1976),  valamint az osztalékfizetés is lehetséges.

## Jelölés
Az ezen az oldalon használt jelölések meghatározása a következőképpen történik, tárgy szerint csoportosítva:
Általános és piaci vonatkozású:
{\displaystyle t}, az idő években; általában {\displaystyle t=0} a kezdeti állapot;
{\displaystyle r}, az évesített kockázatmentes kamatláb, folytonos idejű kamatozással
Eszközökhöz kapcsolódó:
{\displaystyle S(t)}, az alapul szolgáló eszköz ára a t időpontban, alternatív jelölése: {\displaystyle S_{t}} ;
{\displaystyle \mu }, {\displaystyle S} sodródása, évesített;
{\displaystyle \sigma }, a részvény hozamának szórása;
Az opcióhoz kapcsolódó:
{\displaystyle V(S,t)}, az opció árfolyama az S mögöttes eszköz függvényében, t időpontban;
{\displaystyle C(S,t)} európai vételi opció ára
{\displaystyle P(S,t)} európai eladási opció ára;
{\displaystyle T}, opció lejárati ideje;
{\displaystyle \tau }, lejáratig eltelt idő, ami {\displaystyle \tau =T-t} ;
{\displaystyle K}, az opció kötési ára, más néven lehívási ár.
Használni fogjuk {\displaystyle N(x)} -et a standard normál kumulatív eloszlásfüggvény jelölésére:
{\displaystyle N(x)={\frac {1}{\sqrt {2\pi }}}\int _{-\infty }^{x}e^{-z^{2}/2}\,dz.}
{\displaystyle N'(x)} a standard normál valószínűségi sűrűségfüggvényt jelöli,
{\displaystyle N'(x)={\frac {dN(x)}{dx}}={\frac {1}{\sqrt {2\pi }}}e^{-x^{2}/2}.}

## Black–Scholes-egyenlet

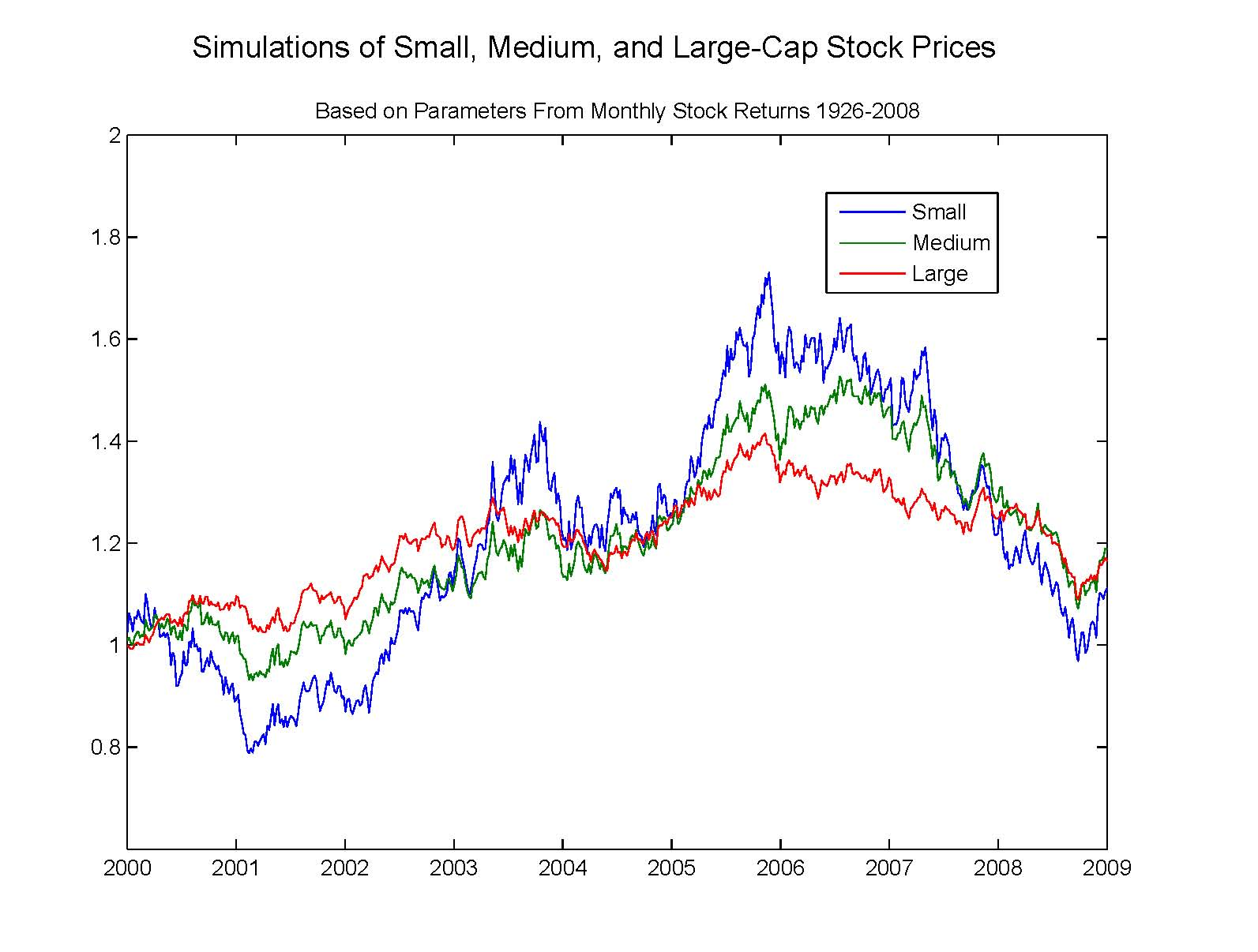
Szimulált geometriai Brown-mozgások piaci adatokból származó paraméterekkel

A Black–Scholes-egyenlet egy parciális differenciálegyenlet, amely leírja az opció árát az idő függvényében. Az egyenlet a következő:
{\displaystyle {\frac {\partial V}{\partial t}}+{\frac {1}{2}}\sigma ^{2}S^{2}{\frac {\partial ^{2}V}{\partial S^{2}}}+rS{\frac {\partial V}{\partial S}}-rV=0}
Az egyenlet mögött meghúzódó kulcsfontosságú pénzügyi meglátás az, hogy a mögöttes eszköz és a bankszámlaeszköz (készpénz) megfelelő módon történő vásárlásával és eladásával az opciót tökéletesen le lehet fedezni, és ennek következtében "kiküszöbölhető a kockázat".  Ez a fedezet viszont azt jelenti, hogy az opciónak csak egy helyes ára van, amint azt a Black–Scholes-képlet visszaadja (lásd a következő részt ).

## Black–Scholes-képlet

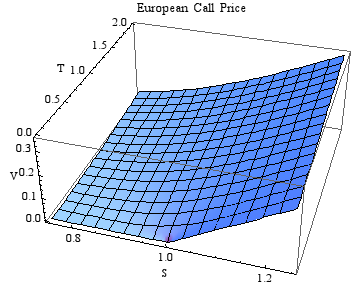
Európai vételi opció, amelyet a Black–Scholes árazási egyenlet alapján értékeltek változó eszközár és a lejárati idő függvényében. Ebben a konkrét példában a kötési ár 1.

A Black–Scholes-képlet kiszámítja az európai eladási és vételi opciók árát. Ez az ár összhangban van a fenti Black–Scholes-egyenlettel; ez a képlet a megfelelő vég- és peremfeltételek felhasználásával vezethető le:
{\displaystyle {\begin{aligned}&C(0,t)=0{\text{ for all }}t\\&C(S,t)\rightarrow S{\text{ as }}S\rightarrow \infty \\&C(S,T)=\max\{S-K,0\}\end{aligned}}}
Egy osztalékot nem fizető mögöttes részvényre vonatkozó vételi opció értéke a Black–Scholes-paraméterek alapján:
{\displaystyle {\begin{aligned}C(S_{t},t)&=N(d_{1})S_{t}-N(d_{2})Ke^{-r(T-t)}\\d_{1}&={\frac {1}{\sigma {\sqrt {T-t}}}}\left[\ln \left({\frac {S_{t}}{K}}\right)+\left(r+{\frac {\sigma ^{2}}{2}}\right)(T-t)\right]\\d_{2}&=d_{1}-\sigma {\sqrt {T-t}}\\\end{aligned}}}
A megfelelő eladási opció ára eladási-hívási paritáson alapul a {\displaystyle e^{-r(T-t)}} diszkontfaktorral, ez:
{\displaystyle {\begin{aligned}P(S_{t},t)&=Ke^{-r(T-t)}-S_{t}+C(S_{t},t)\\&=N(-d_{2})Ke^{-r(T-t)}-N(-d_{1})S_{t}\end{aligned}}\,}

## Levezetések

### Delta hedging alapján
Az alábbi levezetés John C. Hull Options, Futures, and Other Derivatives.:287–288 c. könyvét követi:
A model alapfeltevése alapján az opció mögöttes termékének ára egy geometriai Brown mozgást követ:
{\displaystyle {\frac {dS}{S}}=\mu \,dt+\sigma \,dW\,}
Az opció értéke {\displaystyle V(S,T)} ahol a mögöttes terméktől és a lejárattól való függést expliciten jelöljük. Erre az értékfüggvényre is fel tudunk írni egy Ito folyamatot az Ito lemma alkalmazásával:
{\displaystyle dV=\left(\mu S{\frac {\partial V}{\partial S}}+{\frac {\partial V}{\partial t}}+{\frac {1}{2}}\sigma ^{2}S^{2}{\frac {\partial ^{2}V}{\partial S^{2}}}\right)dt+\sigma S{\frac {\partial V}{\partial S}}\,dW}
Most tekintsünk egy olyan portfoliót amely tartalmaz egy darab short poziciót az opcióból és {\textstyle {\partial V}/{\partial S}} darab long poziciót a mögöttes részvényből (természetesen ennek a portfoliónak az összetétele időben változó). Ennek a portfoliónak az értéke:
{\displaystyle \Pi =-V+{\frac {\partial V}{\partial S}}S}
Egy rövid {\displaystyle [t,t+\Delta t]} időinvervallum alatt ennek a portfóliónak az értéke a következő képpen változik:
{\displaystyle \Delta \Pi =-\Delta V+{\frac {\partial V}{\partial S}}\,\Delta S}
Fontos hogy {\displaystyle \Delta t}-t itt nagyon kicsinek feltételezzük ami azt jelenti hogy a portfóliónk értéke csak a benne levő eszközök értékének változásából adódik és nem pedig az azt alkotó eszközök mennyiségének változásából - más szavakkal a portóliónk önfinanszírozó.
Most vegyük az opció és a mögöttes termék értékét meghatározó két egyenletet és diszkretizáljuk őket - ezt úgy jelöljük hogy a differenciál operátorokat delta operátorokkal helyettesítjük:
{\displaystyle \Delta S=\mu S\,\Delta t+\sigma S\,\Delta W\,}
{\displaystyle \Delta V=\left(\mu S{\frac {\partial V}{\partial S}}+{\frac {\partial V}{\partial t}}+{\frac {1}{2}}\sigma ^{2}S^{2}{\frac {\partial ^{2}V}{\partial S^{2}}}\right)\Delta t+\sigma S{\frac {\partial V}{\partial S}}\,\Delta W}
Most pedig ezt a két egyenletet helyettesítsük be az opciót és a mögöttes terméket egyaránt tartalmazó portfóliónk értékérének változására kapott kifejezésbe (ezt {\displaystyle \Delta \Pi }--vel jelöltük):
{\displaystyle \Delta \Pi =\left(-{\frac {\partial V}{\partial t}}-{\frac {1}{2}}\sigma ^{2}S^{2}{\frac {\partial ^{2}V}{\partial S^{2}}}\right)\Delta t}
Vegyük észre hogy a Wiener folyamat növekményét reprezentáló {\displaystyle \Delta W} tag - amely az egyetlen stochasztikus eleme volt a képletnek - eltűnt. Ez az jelenti hogy a portfóliónk értékét egy determinisztikus függvény írja le. Mivel ez a portfólió így kockázatmentes egy arbitrázsmentes piacon a növekedési rátájának meg kell egyeznie a piacon elérhető más kockázatmentes befektetések növekedési rátájával  - vagyis az {\displaystyle r} kockázatmentes kamatlábbal:
{\displaystyle r\Pi \,\Delta t=\Delta \Pi }
Most ebbe az egyenletbe helyettesítsük be a {\displaystyle \Delta \Pi }-re és a {\displaystyle \Pi }-re korábban kapott képleteket:
{\displaystyle \left(-{\frac {\partial V}{\partial t}}-{\frac {1}{2}}\sigma ^{2}S^{2}{\frac {\partial ^{2}V}{\partial S^{2}}}\right)\Delta t=r\left(-V+S{\frac {\partial V}{\partial S}}\right)\Delta t}
Egyszerűsítve, megkapjuk a Black-Scholes egyenletet:
{\displaystyle {\frac {\partial V}{\partial t}}+{\frac {1}{2}}\sigma ^{2}S^{2}{\frac {\partial ^{2}V}{\partial S^{2}}}+rS{\frac {\partial V}{\partial S}}-rV=0}

### Kockázatsemleges mérték alapján
A Feynman–Kac-egyenlet alapján az ilyen típusú parciális differenciálegyenletek megoldása megfelelő diszkontálás esetén valójában egy martingál feltételes várható értéke. Így az opció ára az opció megfelelően diszkontált hozamának várható értéke. Az opció árának ezen módszeren keresztüli történő kiszámítása a kockázatsemleges megközelítés, és a parciális differenciálegyenlet ismerete nélkül is elvégezhető. Vegyűk azonban észre, hogy az opció kifizetésének várható értéke nem a fizikai valószínűség alapján számolódik, hanem egy mesterséges kockázatsemleges valószínűség alapján, amely eltér a valós valószínűségtől. 

## Fordítás
Ez a szócikk részben vagy egészben  a   Black–Scholes model című angol Wikipédia-szócikk ezen változatának fordításán alapul.  Az eredeti cikk szerkesztőit annak laptörténete sorolja fel. Ez a jelzés csupán a megfogalmazás eredetét és a szerzői jogokat jelzi, nem szolgál a cikkben szereplő információk forrásmegjelöléseként.